# 미리니아과
미리니아과(Myriniaceae)는 털깃털이끼목에 속하는 이끼과의 하나이다. 2개 속으로 이루어져 있다.

## 하위 속
- Austinia - 가시꼬마이끼과로 분류하기도 한다.[1]
- Juratzkaeella
- Macgregorella - 가시꼬마이끼과로 분류하기도 한다.[1]
- Merrilliobryum - 가시꼬마이끼과로 분류하기도 한다.[1]
- Myrinia - 가시꼬마이끼과로 분류하기도 한다.[1]
- Nematocladia